# چگونه از دست زن خلاص شده، یک معشوقه پیدا کنیم
چگونه از دست زن خلاص شده، یک معشوقه پیدا کنیم (ایتالیایی: Come perdere una moglie e trovare un'amante) یک فیلم کمدی ایتالیایی به کارگردانی پاسکواله فستا کامپانیله است که در سال ۱۹۷۸ منتشر شد.

## بازیگران
- جانی دورلی
- باربارا بوشه
- کارلو بینو
- تونی اوچی
- فلیچه آندرئاسی
- انتسو کاناواله
- استفانیا کاسینی
- السا واتسولر